# Студия 30 (сезон 5)
Пятый сезон американского комедийного телесериала «Студия 30» впервые был показан на телеканале NBC с 23 сентября 2010 года по 5 мая 2011 года. Съёмками сезона занимались телекомпании Broadway Video, Little Stranger совместно с NBC Universal, а исполнительными продюсерами стали автор идеи Тина Фей, а также Дэвид Майнер, Джефф Ричмонд, Джон Ригги, Лорн Майклс, Марси Кляйн и Роберт Кэрлок.
В центре сюжета сериала находится вымышленное скетч-шоу «TGS with Tracy Jordan» и его главный сценарист Лиз Лемон (Тина Фей), которая пытается совмещать работу и личную жизнь. Сезон состоит из двадцати трёх эпизодов, которые выходили по четвергам сначала в 8:30, а с 20 января 2011 года — в 10:00 часов вечера.
Сезон получил положительные отзывы, и многие критики отметили заметное улучшение сериала после «разочаровавшего» четвёртого сезона. Несмотря на это, количество номинаций на премию «Эмми» вновь снизилось — «Студия 30» была номинирована в тринадцати номинациях и не получила ни одной награды. После рекордов предыдущих сезонов оценка телеассоциаций претерпела значительное изменение в худшую сторону. Зрительские рейтинги также снизились — среднее количество зрителей составило 5,29 млн человек. 29 ноября 2011 года первый сезон был выпущен на DVD в первом регионе, 5 марта 2012 — во втором, а 9 ноября 2011 года — в четвёртом регионе.

## Сюжет
Лиз продолжает встречаться с Кэролом, с которым познакомилась в эпизоде «I Do Do» (Мэтт Деймон). Джек учится быть отцом и женится на женщине, в пользу которой сделал выбор в эпизоде «I Do Do», но ошибка в лицензии на брак приводит к неожиданным последствиям. Также он знакомится с руководителем Kabletown Хэнком Хупером (Кен Говард), который ведёт себя как Кеннет, и его внучкой Кэйли Хупер (Хлоя Морец), в которой видит соперницу. Между тем, Трейси также становится отцом и наконец-то попадает в «Список людей, получивший Оскар, Эмми, Грэмми и Тони». Однако, напряжение, вызванное внезапной популярностью, возникшей из-за этих наград, приводит к тому, что он чуть не становится причиной закрытия TGS. Кеннет с помощью Дженны пытается вернуться на место служащего шоу. Жена Трейси выпускает реалити-шоу «Queen of Jordan» (один из выпусков которого вышел в одном из эпизодов «Студии 30»). В середине сезона рождается дочь Джека и Эйвери, однако спустя несколько эпизодов пара расстаётся, возможно, навсегда. Дженна продолжает встречаться с Полом. The Girlie Show with Tracy Jordan (TGS) празднует выход сотого эпизода.

## Производство
5 марта 2010 года телеканал NBC объявил о продлении «Студии 30» на 2010—2011 телесезон. Съёмки проходили с конца августа 2010 по конец марта 2011 года в Нью-Йорке, в основном, на студии Silvercup Studios.
В съёмках сезона принимали участие телекомпании Broadway Video, Little Stranger совместно с NBC Universal. Исполнительными продюсерами стали автор идеи Тина Фей, а также Дэвид Майнер, Джефф Ричмонд, Джон Ригги, Лорн Майклз, Марси Кляйн и Роберт Кэрлок. В качестве соисполнительных продюсеров выступили Джек Бёрдитт, Мэтт Хаббард и Рон Уэйнер. Продюсерами сезона были Алек Болдуин, Дон Скардино, Дилан Морган, Ирен Бёрнс, Джерри Капфер, Джош Сигал, Кэй Кэннон и Вэли Чандрасекаран, а сопродюсерами стали Диана Шмидт и Эрик Гуриан.
На протяжении сезона режиссёрами стали девять человек. Режиссёрами более чем одного эпизода были Дон Скардино, Джон Ригги, Бет Маккарти-Миллер и Кен Уиттингэм. Режиссёрами только одного на протяжении сезона эпизода стали Тодд Холланд, Майкл Энглер, Триша Брок, Джефф Ричмонд и Стивен Ли Дэвис. Написанием сценариев занимались Тина Фей, Роберт Кэрлок, Джек Бердитт, Кэй Кэннон, Мэтт Хаббард, Рон Уэйнер, Дилан Морган, Джош Сигал, Трейси Уигфилд, Вэли Чандрасекаран, Джон Ригги, Том Керауло, Джон Хэллер и Ганнибал Бьюресс.

## В ролях
Поскольку сюжет сериала вращается вокруг телешоу TGS, главные роли в сезоне исполнили актёры, сыгравшие сотрудников телеканала. Тина Фей исполнила роль Лиз Лемон, главного сценариста шоу. В шоу в главных ролях снимались два актёра. Трейси Морган сыграл эксцентричного Трейси Джордана, а роль его напарницы, актрисы Дженны Марони, исполнила Джейн Краковски. Нового члена съёмочной команды Джека «Дэнни» Бэйкера сыграл Шайенн Джексон. Джек Макбрайер исполнил роль энергичного и располагающего к себе служащего телеканала Кеннета Парселла. Продюсера «TGS» Пита Хорнбергера сыграл Скотт Эдсит, а роль энергичного и постоянно носящего бейсболку одиозного сценариста Фрэнка Росситано исполнил Джуда Фридландер . Руководителя телеканала NBC Джека Донаги изобразил Алек Болдуин. Туфера Сперлока, выпускника Гарвардского университета и работника команды сценаристов шоу сыграл Кит Пауэлл. Катрина Боуден исполнила роль помощницы сценаристов Кери Ксерокс. Также в сезоне появлялись повторяющиеся персонажи из первых сезонов: Джонатан (Молик Панчоли), «Гризз» Грисуолд (Гризз Чэпман), «Точка com» Слэттери (Кевин Браун) и Дж. Д. Лутц (Джон Лутц).

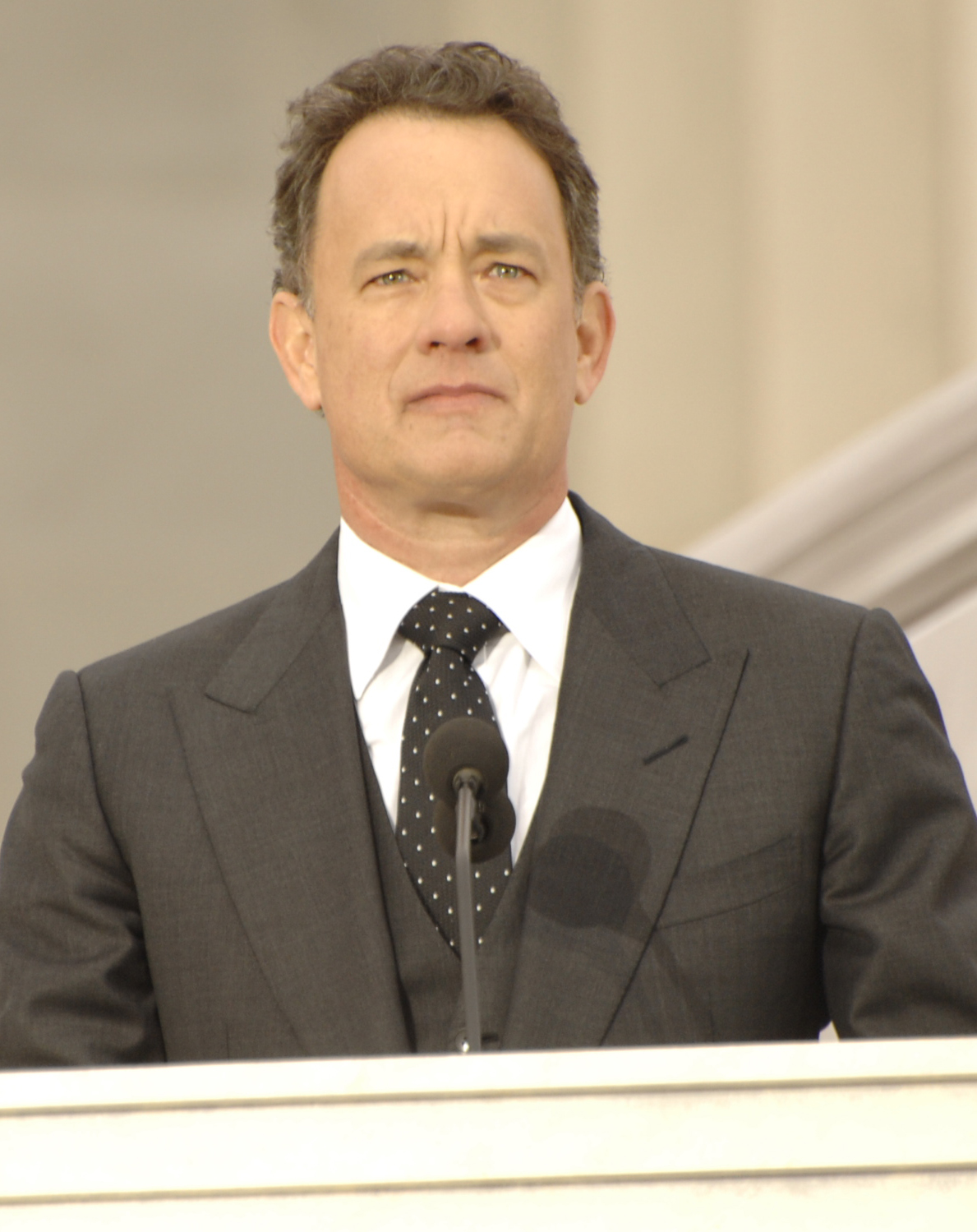
Дважды лауреат Оскара Том Хэнкс впервые за 30 лет сыграл в телесериале, приняв участие в юбилейном эпизоде «Студии 30».

В сезоне появились несколько приглашённых актёров. Мэтт Деймон сыграл пилота, с которым Лиз познакомилась в конце предыдущего сезона. Роль Эйвери, жены Джека, исполнила Элизабет Бэнкс. В гостевой роли доктора Спейсмана появился Крис Парнелл, а жену Трейси и ведущую нового реалити-шоу Энджи сыграла Шерри Шеперд. Уилл Форте сыграл Пола, парня Дженны, появившись в нескольких эпизодах. Кен Говард изобразил нового руководителя компании Kabletown Хэнка Хупера, а Хлоя Морец исполнила роль его внучки Кэйли. Бывшего парня Лиз Денниса Даффи по-прежнему играл Дин Уинтерс, в то время как Пол Джаматти исполнил роль главного режиссёра видеомонтажа Ричи. Джон Эймос появился в камео в эпизоде «Let’s Stay Together» вместе с Куин Латифой в роли женщины-конгрессмена Ребекки Букман и Робом Райнером, сыгравшего знаменитость. В эпизоде «Live Show», вышедшем 14 октября 2010 года в прямом эфире, сыграли Билл Хэйдер (второй пилот, напарник героя Мэтта Деймона), Джон Хэмм (доктор Дрю Бэйрд, бывший парень Лиз) и Джулия Луи-Дрейфус. Бак Генри исполнил роль Дика Лемона, отца Лиз, а Элейн Стритч по-прежнему играла роль Коллин, матери Джека. Джон Слэттери изобразил кандидата в конгрессмены Стивена Остина, а Алан Алда сыграл Милтона Грина, биологического отца Джека. Эйон Бэйли появился в одном эпизоде в роли Андерса, а Кристин Милиоти сыграла Эбби Флинн, сексуальную сценаристку. Терренс Манн исполнил роль доктора Боба Балларда, а Сьюзан Сарандон появилась в одном из эпизодов в роли Линн Онкмэн, бывшей учительницы Фрэнка. Роль Девона Бэнкса, соперника Джека, по-прежнему исполнял Уилл Арнетт. В эпизоде «Everything Sunny All the Time» Маргарет Чо сыграла северокорейского диктатора, а Кондолиза Райс появилась в роли самой себя. Роль Юджина Гремби исполнил Виктор Гарбер, а в камео появилась ведущая кулинарной программы и автор книг Айна Гартен.
21 апреля 2011 года вышел часовой юбилейный сотый эпизод «Студии 30», называвшийся «100». В нём приняли участие приглашённые звёзды Майкл Китон, Келли Рипа, Мэтт Лауэр, Рэйчел Рэй, Реджис Филбин и Том Хэнкс.  Келси Грэммер 5 я серия в роли самого себя. Роберт Де Ниро в роли самого себя 12-я серия. Филипп Розенталь (Филип ″ Фил Розенталь - американский телевизионный писатель и продюсер, создатель, сценарист и исполнительный продюсер ситкома «Все любят Рэймонда».) вроли самого себя 19-я серия.

## Критика

### Отзывы критиков
Большинство критиков отметили улучшение сериала после разочаровавшего многих зрителей четвёртого сезона. Вики Рэтсмилл из Tufts University отметила, что «Студия 30» «подняла планку, чтобы её не закрыли после скучного предыдущего сезона», но первые серии пятого сезона «доказали, что сериал является ценной составляющей сетки вещания NBC в четверг». В рецензии к первому эпизоду Джонни Файерклауд из CraveOnline заметил, что после почти неотвратимого закрытия сериала, неизбежность которого признала сама Тина Фей, сериал вернулся к формату предыдущих сезонов. И, хотя сезон начался более медленно, он по-прежнему фокусируется на личных отношениях и сюжетных линиях героев. Журналисты Variety назвали пятый сезон «убийственно свежим и изобилующим сумасшедшими шутками», несмотря на то, что «юмор уже начал уставать». Рецензируя издание пятого сезона «Студии 30» на DVD, Фрэнсис Риццо III отметил «особое внимание к деталям» и «неожиданные шутки, появляющиеся из ниоткуда», делающие сериал особенным. Он назвал «Студию 30» по-прежнему сильным сериалом, который спустя столько лет становится всё смешнее и смешнее. Нэйтан Рэбин из The A.V. Club назвал первый эпизод пятого сезона «уморительным», что особенно важно после провального четвёртого сезона. Он отметил, что пятый сезон в очередной раз поднял планку «Студии 30» под давлением зрителей и в связи с выходом юбилейного эпизода. Алан Сепинуолл из HitFix сказал, что в этом сезоне «Студия 30» «вновь хороша, а иногда близка к своему раннему величию». Журналист The Guardian Джон Крэйс, напротив, назвал пятый сезон «несмешным», а шутки — «повторяющимися снова и снова».

### Рейтинги
Первый эпизод «The Fabian Strategy» посмотрели 5,85 млн человек, что на 10 % ниже, чем количество зрителей премьерного эпизода предыдущего сезона. Эпизод «Live Show», вышедший в прямом эфире 14 октября 2010 года, поставил рекорд пятого сезона «Студии 30» — его посмотрели 6,70 млн человек. После того как телеканал NBC принял решение перенести время выпуска сериала на 22:00, зрительская аудитория «Студии 30» снизилась — начиная с 27 января 2011 года, сериал смотрели менее 5 млн человек, а эпизод «Everything Sunny All the Time Always» поставил новый антирекорд сериала — его посмотрели рекордно низкое количество зрителей в США, 3,95 млн человек. Финальный эпизод сезона «Respawn» привлёк внимание 4,20 млн зрителей. Среднее количество зрителей за 2010—2011 телесезон составило 5,29 млн человек, что поставило его на 106-е место среди всех телепрограмм.
| Сезон | Таймслот | Премьера сезона  | Премьера сезона | Финал сезона | Финал сезона | Количество эпизодов | Сезон     | Зрители | Ранг |
| Сезон | Таймслот | Дата             | Зрители         | Дата         | Зрители      | Количество эпизодов | Сезон     | Зрители | Ранг |
| ----- | --- | ---------------- | --------------- | ------------ | ------------ | ------------------- | --------- | ------- | ---- |
| 5     | Четверг, 20:30 (23 сентября 2010 — 9 декабря 2010) Четверг, 22:00 (20 января 2011 — 5 мая 2011) Четверг, 22:30 (28 апреля 2011) | 23 сентября 2010 | 5,85            | 5 мая 2011   | 4,20         | 23                  | 2010—2011 | 5,290   | 106  |

### Награды и номинации
| Награда                                 | Категория                                                                                               | Номинант                                | Результат |
| --------------------------------------- | --- | --------------------------------------- | --------- |
| Золотой глобус                          | Лучший телевизионный сериал (комедия или мюзикл)                                                        | «Студия 30»                             | Номинация |
| Золотой глобус                          | Лучшая мужская роль в телевизионном сериале (комедия или мюзикл)                                        | Алек Болдуин                            | Номинация |
| Золотой глобус                          | Лучшая женская роль в телевизионном сериале (комедия или мюзикл)                                        | Тина Фей                                | Номинация |
| Премия Гильдии киноактёров США          | Лучшая мужская роль в комедийном сериале                                                                | Алек Болдуин                            | Победа    |
| Премия Гильдии киноактёров США          | Лучшая женская роль в комедийном сериале                                                                | Тина Фей                                | Номинация |
| Премия Гильдии киноактёров США          | Лучший актёрский состав в комедийном сериале                                                            | «Студия 30»                             | Номинация |
| Эмми                                    | Лучший комедийный сериал                                                                                | «Студия 30»                             | Номинация |
| Эмми                                    | Лучший актёр комедийного сериала                                                                        | Алек Болдуин                            | Номинация |
| Эмми                                    | Лучшая актриса комедийного сериала                                                                      | Тина Фей                                | Номинация |
| Эмми                                    | Лучшая актриса второго плана в комедийном телесериале                                                   | Джейн Краковски                         | Номинация |
| Эмми                                    | Лучший приглашённый актёр в комедийном телесериале                                                      | Уилл Арнетт                             | Номинация |
| Эмми                                    | Лучший приглашённый актёр в комедийном телесериале                                                      | Мэтт Деймон                             | Номинация |
| Эмми                                    | Лучшая приглашённая актриса в комедийном телесериале                                                    | Элизабет Бэнкс                          | Номинация |
| Эмми                                    | Лучший сценарий в комедийном телесериале                                                                | Мэтт Хаббард                            | Номинация |
| Эмми                                    | Лучшая режиссёрская работа в комедийном телесериале                                                     | Бет Маккарти-Миллер                     | Номинация |
| Эмми                                    | Лучший монтаж видео в комедийном телесериале                                                            | Мег Ретикер                             | Номинация |
| Эмми                                    | Лучший подбор актёров в комедийном телесериале                                                          | Дженнифер Макнамара-Шрофф Катя Бличфилд | Номинация |
| Эмми                                    | Лучшая операторская работа в получасовом телесериале                                                    | «Студия 30»                             | Номинация |
| Эмми                                    | Лучшая работа композитора в телесериале                                                                 | «Студия 30»                             | Номинация |
| Премия NAACP                            | Лучший комедийный телесериал                                                                            | «Студия 30»                             | Номинация |
| Премия NAACP                            | Лучшая мужская роль второго плана в комедийном телесериале                                              | Трейси Морган                           | Номинация |
| Премия NAACP                            | Лучший сценарий в комедийном телесериале                                                                | Вэли Чандрасекаран                      | Номинация |
| Премия NAACP                            | Лучшая режиссёрская работа в комедийном телесериале                                                     | Кен Уиттингем                           | Номинация |
| Премия «Спутник»                        | Лучший телесериал (комедия или мюзикл)                                                                  | «Студия 30»                             | Номинация |
| Премия «Спутник»                        | Лучшая актриса в телесериале (комедия или мюзикл)                                                       | Тина Фей                                | Номинация |
| Премия «Спутник»                        | Лучший актёр в телесериале (комедия или мюзикл)                                                         | Алек Болдуин                            | Победа    |
| Премия Гильдии сценаристов США          | Лучший комедийный телесериал                                                                            | «Студия 30»                             | Номинация |
| Премия Гильдии сценаристов США          | Лучший эпизод комедийного телесериала                                                                   | «When It Rains, It Pours»               | Победа    |
| Премия Гильдии сценаристов США          | Лучший эпизод комедийного телесериала                                                                   | «Queen of Jordan»                       | Номинация |
| Выбор народа                            | Лучший актёр в комедийном телесериале                                                                   | Алек Болдуин                            | Номинация |
| Выбор народа                            | Лучшая актриса в комедийном телесериале                                                                 | Тина Фей                                | Номинация |
| Выбор народа                            | Лучший комедийный актёр или актриса                                                                     | Тина Фей                                | Номинация |
| Премия Гильдии художников-постановщиков | Лучшее техническое воплощение творческого замысла в отдельном получасовом эпизоде, снятом одной камерой | «Студия 30»                             | Номинация |

## Релиз на DVD
29 ноября 2011 года первый сезон был выпущен на DVD в первом регионе, 5 марта 2012 — во втором, а 9 ноября 2011 года — в четвёртом регионе. Издание состоит из трёх дисков, упакованных в диджипак, на котором есть краткие описания эпизодов. Каждый диск снабжён неподвижным анаформированным широкоэкранным меню, в котором можно выбрать, смотреть все эпизоды сразу или какой-то отдельный, а также выбрать аудиодорожку и посмотреть дополнения. Аудио включает в себя две дорожки на английском языке в формате Dolby Digital 5.1 и 2.0: оригинальную и с аудиокомментариями. Также в издании есть субтитры на английском и испанском языках. Видео имеет формат 1,85:1.
К десяти эпизодам есть аудиокомментарии от создателей сериала. В дополнения входят 23 удалённые и закадровые сцены; эпизод «Live Show», записанный для западного побережья; три анимацианных короткометражных фильма под общим названием «Джек Донаги — исполнительный супергерой» и похоронная песня Дженны.

## Эпизоды
| №      | №    | Название                                                                              | Режиссёр            | Сценарист(ы)                           | Дата показа в США | Код серии | Кол-во |
| ------ | ---- | ------------------------------------------------------------------------------------- | ------------------- | -------------------------------------- | ----------------- | --------- | ------ |
| 81     | 1    | «The Fabian Strategy» «Выжидательная тактика»                                         | Бет Маккарти-Миллер | Тина Фей                               | 23 сентября 2010  | 501       | 5,85   |
| 82     | 2    | «When It Rains, It Pours» «Если дождь, то ливень»                                     | Дон Скардино        | Роберт Кэрлок                          | 30 сентября 2010  | 502       | 5,68   |
| 83     | 3    | «Let's Stay Together» «Давай будем вместе»                                            | Джон Ригги          | Джек Бёрдитт                           | 7 октября 2010    | 503       | 4,90   |
| 84     | 4    | «Live Show» «Жизнь — это шоу»                                                         | Бет Маккарти-Миллер | Роберт Кэрлок и Тина Фей               | 14 октября 2010   | 504       | 6,70   |
| 85     | 5    | «Reaganing» «Продвижение»                                                             | Тод Холланд         | Мэтт Хаббард                           | 21 октября 2010   | 505       | 5,18   |
| 86     | 6    | «Gentleman's Intermission» «Перерыв благородства»                                     | Дон Скардино        | Джон Ригги                             | 4 ноября 2010     | 506       | 5,31   |
| 87     | 7    | «Brooklyn Without Limits» «Бруклин без границ»                                        | Майкл Энглер        | Рон Уэйнер                             | 11 ноября 2010    | 507       | 5,09   |
| 88     | 8    | «College» «Колледж»                                                                   | Дон Скардино        | Джон Сигал и Дилан Морган              | 18 ноября 2010    | 508       | 5,11   |
| 89     | 9    | «Chain Reaction of Mental Anguish» «Следствия страданий»                              | Кен Уиттингэм       | Кей Кэннон                             | 2 декабря 2010    | 509       | 5,03   |
| 90     | 10   | «Christmas Attack Zone» «Зона нападения Рождества»                                    | Джон Ригги          | Трейси Уигфилд                         | 9 декабря 2010    | 510       | 4,76   |
| 91     | 11   | «Mrs. Donaghy» «Миссис Донаги»                                                        | Триша Брок          | Джек Бёрдитт                           | 20 января 2011    | 511       | 5,34   |
| 92     | 12   | «Operation Righteous Cowboy Lightning» «Операция «Молниеносный благочестивый ковбой»» | Бет Маккарти-Миллер | Роберт Кэрлок                          | 27 января 2011    | 512       | 4,92   |
| 93     | 13   | «¡Qué Sorpresa!» «Сюрприз!»                                                           | Джон Ригги          | Мэтт Хаббард                           | 3 февраля 2011    | 513       | 4,78   |
| 94     | 14   | «Double-Edged Sword» «Палка о двух концах»                                            | Дон Скардино        | Кей Кэннон и Том Керауло               | 10 февраля 2011   | 514       | 4,59   |
| 95     | 15   | «It's Never Too Late For Now» «Никогда не поздно»                                     | Джон Ригги          | Вэли Чандрасекаран                     | 17 февраля 2011   | 515       | 4,07   |
| 96     | 16   | «TGS Hates Women» «В TGS ненавидят женщин»                                            | Бет Маккарти-Миллер | Рон Уэйнер                             | 24 февраля 2011   | 516       | 4,50   |
| 97     | 17   | «Queen of Jordan» «Королева Иордании»                                                 | Кен Уиттингэм       | Трейси Уигфилд                         | 17 марта 2011     | 517       | 4,19   |
| 98     | 18   | «Plan B» «План Б»                                                                     | Джефф Ричмонд       | Джон Сигал и Дилан Морган              | 24 марта 2011     | 518       | 4,36   |
| 99     | 19   | «I Heart Connecticut» «Я люблю Коннектикут»                                           | Стивен Ли Дэйвис    | Вэли Чандрасекаран и Джон Хэллер       | 14 апреля 2011    | 519       | 4,44   |
| 100101 | 2021 | «100» «Сотня»                                                                         | Дон Скардино        | Джек Бёрдитт, Роберт Кэрлок и Тина Фей | 21 апреля 2011    | 520/521   | 4,59   |
| 102    | 22   | «Everything Sunny All the Time Always» «У нас всегда всё отлично»                     | Джон Ригги          | Кей Кэннон и Мэтт Хаббард              | 28 апреля 2011    | 522       | 3,95   |
| 103    | 23   | «Respawn» «Воскрешение»                                                               | Дон Скардино        | Ганнибал Бьюрес и Рон Уэйнер           | 5 мая 2011        | 523       | 4,20   |